# Rodeo (California)
Rodeo è un census-designated place (CDP) degli Stati Uniti d'America, situato in California, nella contea di Contra Costa.